# 8e étape du Tour d'Espagne 2019
Pour un article plus général, voir Tour d'Espagne 2019.
La 8e étape du Tour d'Espagne 2019 se déroule le samedi 31 août 2019, sous la forme d'une étape accidentée, entre Valls et Igualada, sur une distance de 168 km.

## Résultats

### Classement de l'étape
| \| Classement de l'étape \| Classement de l'étape \| Classement de l'étape \| Classement de l'étape \| Classement de l'étape \| \| Coureur \| Coureur \| Pays \| Équipe \| Temps \| \| --------------------- \| --------------------- \| --------------------- \| ----------------------------- \| --------------------- \| \| 1er \| Nikias Arndt \| Allemagne \| Team Sunweb \| 3 h 50 min 48 s \| \| 2e \| Alex Aranburu \| Espagne \| Caja Rural-Seguros RGA \| + 0 s \| \| 3e \| Tosh Van der Sande \| Belgique \| Lotto-Soudal \| + 0 s \| \| 4e \| Ruben Guerreiro \| Portugal \| Katusha-Alpecin \| + 0 s \| \| 5e \| Jonas Koch \| Allemagne \| CCC Team \| + 0 s \| \| 6e \| Dylan Teuns \| Belgique \| Bahrain-Merida \| + 0 s \| \| 7e \| Jonathan Lastra \| Espagne \| Caja Rural-Seguros RGA \| + 0 s \| \| 8e \| Tobias Ludvigsson \| Suède \| Groupama-FDJ \| + 0 s \| \| 9e \| Fernando Barceló \| Espagne \| Euskadi Basque Country-Murias \| + 0 s \| \| 10e \| Sergio Henao \| Colombie \| UAE Team Emirates \| + 0 s \| |                    |           |                               |                 |
| |                    |           |                               |                 |
| Source : ProCyclingStats |                    |           |                               |                 |
| Classement de l'étape |                    |           |                               |                 |
| Coureur | Coureur            | Pays      | Équipe                        | Temps           |
| 1er | Nikias Arndt       | Allemagne | Team Sunweb                   | 3 h 50 min 48 s |
| 2e | Alex Aranburu      | Espagne   | Caja Rural-Seguros RGA        | + 0 s           |
| 3e | Tosh Van der Sande | Belgique  | Lotto-Soudal                  | + 0 s           |
| 4e | Ruben Guerreiro    | Portugal  | Katusha-Alpecin               | + 0 s           |
| 5e | Jonas Koch         | Allemagne | CCC Team                      | + 0 s           |
| 6e | Dylan Teuns        | Belgique  | Bahrain-Merida                | + 0 s           |
| 7e | Jonathan Lastra    | Espagne   | Caja Rural-Seguros RGA        | + 0 s           |
| 8e | Tobias Ludvigsson  | Suède     | Groupama-FDJ                  | + 0 s           |
| 9e | Fernando Barceló   | Espagne   | Euskadi Basque Country-Murias | + 0 s           |
| 10e | Sergio Henao       | Colombie  | UAE Team Emirates             | + 0 s           |

## Classements à l'issue de l'étape

### Classement général
| \| Classement général \| Classement général \| Classement général \| Classement général \| Classement général \| \| Coureur \| Coureur \| Pays \| Équipe \| Temps \| \| ------------------ \| ------------------ \| ------------------ \| -------------------------- \| ------------------ \| \| 1er \| Nicolas Edet \| France \| Cofidis, Solutions Crédits \| 32 h 16 min 24 s \| \| 2e \| Dylan Teuns \| Belgique \| Bahrain-Merida \| + 2 min 21 s \| \| 3e \| Miguel Ángel López \| Colombie \| Astana \| + 3 min 01 s \| \| 4e \| Primož Roglič \| Slovénie \| Team Jumbo-Visma \| + 3 min 07 s \| \| 5e \| Alejandro Valverde \| Espagne \| Movistar Team \| + 3 min 17 s \| \| 6e \| Nairo Quintana \| Colombie \| Movistar Team \| + 3 min 28 s \| \| 7e \| Carl Fredrik Hagen \| Norvège \| Lotto-Soudal \| + 3 min 45 s \| \| 8e \| Rafał Majka \| Pologne \| Bora-Hansgrohe \| + 4 min 59 s \| \| 9e \| Tadej Pogačar \| Slovénie \| UAE Team Emirates \| + 5 min 37 s \| \| 10e \| Esteban Chaves \| Colombie \| Mitchelton-Scott \| + 5 min 53 s \| |                    |          |                            |                  |
| |                    |          |                            |                  |
| Source : ProCyclingStats |                    |          |                            |                  |
| Classement général |                    |          |                            |                  |
| Coureur | Coureur            | Pays     | Équipe                     | Temps            |
| 1er | Nicolas Edet       | France   | Cofidis, Solutions Crédits | 32 h 16 min 24 s |
| 2e | Dylan Teuns        | Belgique | Bahrain-Merida             | + 2 min 21 s     |
| 3e | Miguel Ángel López | Colombie | Astana                     | + 3 min 01 s     |
| 4e | Primož Roglič      | Slovénie | Team Jumbo-Visma           | + 3 min 07 s     |
| 5e | Alejandro Valverde | Espagne  | Movistar Team              | + 3 min 17 s     |
| 6e | Nairo Quintana     | Colombie | Movistar Team              | + 3 min 28 s     |
| 7e | Carl Fredrik Hagen | Norvège  | Lotto-Soudal               | + 3 min 45 s     |
| 8e | Rafał Majka        | Pologne  | Bora-Hansgrohe             | + 4 min 59 s     |
| 9e | Tadej Pogačar      | Slovénie | UAE Team Emirates          | + 5 min 37 s     |
| 10e | Esteban Chaves     | Colombie | Mitchelton-Scott           | + 5 min 53 s     |

| Classement par points | Classement par points | Classement par points | Classement par points  | Classement par points |
| Coureur               | Coureur               | Pays                  | Équipe                 | Points                |
| --------------------- | --------------------- | --------------------- | ---------------------- | --------------------- |
| 1er                   | Nairo Quintana        | Colombie              | Movistar Team          | 50 pts                |
| 2e                    | Primož Roglič         | Slovénie              | Team Jumbo-Visma       | 48 pts                |
| 3e                    | Sam Bennett           | Irlande               | Bora-Hansgrohe         | 45 pts                |
| 4e                    | Alejandro Valverde    | Espagne               | Movistar Team          | 44 pts                |
| 5e                    | Fabio Jakobsen        | Pays-Bas              | Deceuninck-Quick Step  | 34 pts                |
| 6e                    | Miguel Ángel López    | Colombie              | Astana                 | 33 pts                |
| 7e                    | Tadej Pogačar         | Slovénie              | UAE Team Emirates      | 31 pts                |
| 8e                    | Dylan Teuns           | Belgique              | Bahrain-Merida         | 30 pts                |
| 9e                    | Nikias Arndt          | Allemagne             | Team Sunweb            | 27 pts                |
| 10e                   | Alex Aranburu         | Espagne               | Caja Rural-Seguros RGA | 27 pts                |

| Classement par points | Classement par points | Classement par points | Classement par points  | Classement par points |
| Coureur               | Coureur               | Pays                  | Équipe                 | Points                |
| --------------------- | --------------------- | --------------------- | ---------------------- | --------------------- |
| 1er                   | Nairo Quintana        | Colombie              | Movistar Team          | 50 pts                |
| 2e                    | Primož Roglič         | Slovénie              | Team Jumbo-Visma       | 48 pts                |
| 3e                    | Sam Bennett           | Irlande               | Bora-Hansgrohe         | 45 pts                |
| 4e                    | Alejandro Valverde    | Espagne               | Movistar Team          | 44 pts                |
| 5e                    | Fabio Jakobsen        | Pays-Bas              | Deceuninck-Quick Step  | 34 pts                |
| 6e                    | Miguel Ángel López    | Colombie              | Astana                 | 33 pts                |
| 7e                    | Tadej Pogačar         | Slovénie              | UAE Team Emirates      | 31 pts                |
| 8e                    | Dylan Teuns           | Belgique              | Bahrain-Merida         | 30 pts                |
| 9e                    | Nikias Arndt          | Allemagne             | Team Sunweb            | 27 pts                |
| 10e                   | Alex Aranburu         | Espagne               | Caja Rural-Seguros RGA | 27 pts                |

| Classement de la montagne | Classement de la montagne | Classement de la montagne | Classement de la montagne  | Classement de la montagne |
| Coureur                   | Coureur                   | Pays                      | Équipe                     | Points                    |
| ------------------------- | ------------------------- | ------------------------- | -------------------------- | ------------------------- |
| 1er                       | Ángel Madrazo             | Espagne                   | Burgos-BH                  | 29 pts                    |
| 2e                        | Sergio Henao              | Colombie                  | UAE Team Emirates          | 17 pts                    |
| 3e                        | Alejandro Valverde        | Espagne                   | Movistar Team              | 16 pts                    |
| 4e                        | Jetse Bol                 | Pays-Bas                  | Burgos-BH                  | 11 pts                    |
| 5e                        | Wout Poels                | Pays-Bas                  | Team Ineos                 | 8 pts                     |
| 6e                        | Jesús Herrada             | Espagne                   | Cofidis, Solutions Crédits | 6 pts                     |
| 7e                        | Miguel Ángel López        | Colombie                  | Astana                     | 6 pts                     |
| 8e                        | Primož Roglič             | Slovénie                  | Team Jumbo-Visma           | 6 pts                     |
| 9e                        | José Herrada              | Espagne                   | Cofidis, Solutions Crédits | 6 pts                     |
| 10e                       | Peter Stetina             | États-Unis                | Trek-Segafredo             | 5 pts                     |

| Classement de la montagne | Classement de la montagne | Classement de la montagne | Classement de la montagne  | Classement de la montagne |
| Coureur                   | Coureur                   | Pays                      | Équipe                     | Points                    |
| ------------------------- | ------------------------- | ------------------------- | -------------------------- | ------------------------- |
| 1er                       | Ángel Madrazo             | Espagne                   | Burgos-BH                  | 29 pts                    |
| 2e                        | Sergio Henao              | Colombie                  | UAE Team Emirates          | 17 pts                    |
| 3e                        | Alejandro Valverde        | Espagne                   | Movistar Team              | 16 pts                    |
| 4e                        | Jetse Bol                 | Pays-Bas                  | Burgos-BH                  | 11 pts                    |
| 5e                        | Wout Poels                | Pays-Bas                  | Team Ineos                 | 8 pts                     |
| 6e                        | Jesús Herrada             | Espagne                   | Cofidis, Solutions Crédits | 6 pts                     |
| 7e                        | Miguel Ángel López        | Colombie                  | Astana                     | 6 pts                     |
| 8e                        | Primož Roglič             | Slovénie                  | Team Jumbo-Visma           | 6 pts                     |
| 9e                        | José Herrada              | Espagne                   | Cofidis, Solutions Crédits | 6 pts                     |
| 10e                       | Peter Stetina             | États-Unis                | Trek-Segafredo             | 5 pts                     |

| Classement du meilleur jeune | Classement du meilleur jeune | Classement du meilleur jeune | Classement du meilleur jeune  | Classement du meilleur jeune |
| Coureur                      | Coureur                      | Pays                         | Équipe                        | Temps                        |
| ---------------------------- | ---------------------------- | ---------------------------- | ----------------------------- | ---------------------------- |
| 1er                          | Miguel Ángel López           | Colombie                     | Astana                        | 32 h 19 min 25 s             |
| 2e                           | Tadej Pogačar                | Slovénie                     | UAE Team Emirates             | + 2 min 36 s                 |
| 3e                           | Óscar Rodríguez Garaicoechea | Espagne                      | Euskadi Basque Country-Murias | + 4 min 55 s                 |
| 4e                           | Sergio Higuita               | Colombie                     | EF Education First            | + 6 min 24 s                 |
| 5e                           | Ruben Guerreiro              | Portugal                     | Katusha-Alpecin               | + 8 min 01 s                 |
| 6e                           | Cristian Rodríguez           | Espagne                      | Caja Rural-Seguros RGA        | + 9 min 27 s                 |
| 7e                           | Daniel Martínez              | Colombie                     | EF Education First            | + 10 min 17 s                |
| 8e                           | James Knox                   | Royaume-Uni                  | Deceuninck-Quick Step         | + 10 min 44 s                |
| 9e                           | Kilian Frankiny              | Suisse                       | Groupama-FDJ                  | + 12 min 06 s                |
| 10e                          | Niklas Eg                    | Danemark                     | Trek-Segafredo                | + 16 min 39 s                |

| Classement du meilleur jeune | Classement du meilleur jeune | Classement du meilleur jeune | Classement du meilleur jeune  | Classement du meilleur jeune |
| Coureur                      | Coureur                      | Pays                         | Équipe                        | Temps                        |
| ---------------------------- | ---------------------------- | ---------------------------- | ----------------------------- | ---------------------------- |
| 1er                          | Miguel Ángel López           | Colombie                     | Astana                        | 32 h 19 min 25 s             |
| 2e                           | Tadej Pogačar                | Slovénie                     | UAE Team Emirates             | + 2 min 36 s                 |
| 3e                           | Óscar Rodríguez Garaicoechea | Espagne                      | Euskadi Basque Country-Murias | + 4 min 55 s                 |
| 4e                           | Sergio Higuita               | Colombie                     | EF Education First            | + 6 min 24 s                 |
| 5e                           | Ruben Guerreiro              | Portugal                     | Katusha-Alpecin               | + 8 min 01 s                 |
| 6e                           | Cristian Rodríguez           | Espagne                      | Caja Rural-Seguros RGA        | + 9 min 27 s                 |
| 7e                           | Daniel Martínez              | Colombie                     | EF Education First            | + 10 min 17 s                |
| 8e                           | James Knox                   | Royaume-Uni                  | Deceuninck-Quick Step         | + 10 min 44 s                |
| 9e                           | Kilian Frankiny              | Suisse                       | Groupama-FDJ                  | + 12 min 06 s                |
| 10e                          | Niklas Eg                    | Danemark                     | Trek-Segafredo                | + 16 min 39 s                |

| Classement par équipes | Classement par équipes     | Classement par équipes | Classement par équipes |
| Équipe                 | Équipe                     | Pays                   | Temps                  |
| ---------------------- | -------------------------- | ---------------------- | ---------------------- |
| 1re                    | Movistar Team              | Espagne                | 96 h 21 min 49 s       |
| 2e                     | Team Jumbo-Visma           | Pays-Bas               | + 9 min 59 s           |
| 3e                     | Astana                     | Kazakhstan             | + 13 min 37 s          |
| 4e                     | UAE Team Emirates          | Émirats arabes unis    | + 17 min 36 s          |
| 5e                     | Team Sunweb                | Allemagne              | + 24 min 06 s          |
| 6e                     | AG2R La Mondiale           | France                 | + 27 min 29 s          |
| 7e                     | Mitchelton-Scott           | Australie              | + 29 min 08 s          |
| 8e                     | Trek-Segafredo             | États-Unis             | + 31 min 40 s          |
| 9e                     | Cofidis, Solutions Crédits | France                 | + 34 min 55 s          |
| 10e                    | Bahrain-Merida             | Bahreïn                | + 41 min 53 s          |

| Classement par équipes | Classement par équipes     | Classement par équipes | Classement par équipes |
| Équipe                 | Équipe                     | Pays                   | Temps                  |
| ---------------------- | -------------------------- | ---------------------- | ---------------------- |
| 1re                    | Movistar Team              | Espagne                | 96 h 21 min 49 s       |
| 2e                     | Team Jumbo-Visma           | Pays-Bas               | + 9 min 59 s           |
| 3e                     | Astana                     | Kazakhstan             | + 13 min 37 s          |
| 4e                     | UAE Team Emirates          | Émirats arabes unis    | + 17 min 36 s          |
| 5e                     | Team Sunweb                | Allemagne              | + 24 min 06 s          |
| 6e                     | AG2R La Mondiale           | France                 | + 27 min 29 s          |
| 7e                     | Mitchelton-Scott           | Australie              | + 29 min 08 s          |
| 8e                     | Trek-Segafredo             | États-Unis             | + 31 min 40 s          |
| 9e                     | Cofidis, Solutions Crédits | France                 | + 34 min 55 s          |
| 10e                    | Bahrain-Merida             | Bahreïn                | + 41 min 53 s          |